# Caesalpinia marginata
Caesalpinia marginata är en ärtväxtart som beskrevs av Louis René Tulasne. Caesalpinia marginata ingår i släktet Caesalpinia och familjen ärtväxter. Inga underarter finns listade i Catalogue of Life.